# 二硒化锆
二硒化锆是一种无机化合物，化学式为ZrSe2。它可由锆丝和硒在高温反应得到。它在773 K和硒化钠反应，可以得到Na2ZrSe3。它在碘存在下，高温下和锆、二锑化锆反应，可以得到Zr7Sb1.6Se2.4。